# División de las Naciones Unidas de los Derechos de los Palestinos
La División de las Naciones Unidas de los Derechos de los Palestinos (UNDPR) es una división del Departamento de Asuntos Políticos de la Secretaría General de las Naciones Unidas.

## Historia
La UNDPR, originalmente denominada Unidad Especial sobre los Derechos de los Palestinos en la Secretaría de las Naciones Unidas, fue creada por la Resolución 32/40(B) de 2 de diciembre de 1977. En ella, tras la afirmación de los derechos nacionales inalienables del pueblo palestino y el establecimiento en 1975 del Comité para el ejercicio de los derechos inalienables del pueblo palestino, la Asamblea General reconoció la necesidad de crear una opinión pública informada en todo el mundo en apoyo de la realización de esos derechos con el fin de "... ayudar al Comité en su labor y preparar estudios y publicaciones sobre la cuestión y promover la máxima publicidad de los mismos."
El mandato de la División se ha renovado anualmente y se ha ampliado varias veces a lo largo de los años, en particular para incluir la organización de reuniones internacionales, el establecimiento de un sistema de información informatizado denominado Sistema de Información de las Naciones Unidas sobre la Cuestión de Palestina (UNISPAL) y la celebración de un programa anual de formación para el personal de la Autoridad Palestina.

## Actividades
Entre las funciones básicas de la División figuran:
- Prestar apoyo y servicios al Comité para el ejercicio de los derechos inalienables del pueblo palestino.
- Ayudar al Comité en el ejercicio de su mandato y en la promoción y aplicación de sus recomendaciones.
- Planificar, organizar y prestar servicios al programa de reuniones internacionales del Comité.
- Mantener el enlace con las ONG activas.
- Organizar la conmemoración anual del Día Internacional de Solidaridad con el Pueblo Palestino.
- Preparar estudios y publicaciones "relacionados con la cuestión de Palestina y los derechos inalienables del pueblo palestino y promover su mayor difusión posible, incluso en cooperación con el Departamento de Información Pública".
- Mantener y desarrollar el Sistema de Información de las Naciones Unidas sobre la Cuestión de Palestina (UNISPAL), basado en Internet.

### Publicaciones
La División elabora periódicamente las siguientes publicaciones:
- Un boletín mensual sobre la acción internacional en la cuestión de Palestina, con resoluciones, decisiones y comunicados de las Naciones Unidas y otros órganos y organismos intergubernamentales pertinentes.
- Un boletín periódico titulado Acontecimientos relacionados con el proceso de paz en Oriente Medio.
- Resumen cronológico mensual de los acontecimientos, basado en noticias de prensa y otras fuentes públicas.
- Boletín especial sobre la celebración del Día Internacional de Solidaridad con el Pueblo Palestino
- Recopilación anual de resoluciones y decisiones de la Asamblea General y del Consejo de Seguridad relativas a la cuestión de Palestina

### Programas de formación
Desde 1996, la División lleva a cabo un programa anual de formación para el personal de la Autoridad Palestina. El programa se lleva a cabo en la Sede de las Naciones Unidas en Nueva York, en cooperación con la Misión Permanente de Observación de Palestina ante las Naciones Unidas, coincidiendo con la convocatoria de la Asamblea General.

### Día Internacional de Solidaridad con el Pueblo Palestino
El Día Internacional de Solidaridad con el Pueblo Palestino se celebra anualmente para conmemorar la adopción, el 29 de noviembre de 1947, de la Resolución 181 (II) de la Asamblea General de las Naciones Unidas, que dispuso la partición de Palestina en dos Estados. La celebración tiene lugar en la Sede de las Naciones Unidas en Nueva York y en las Oficinas de las Naciones Unidas en Ginebra y Viena, así como en otros lugares. El acto incluye reuniones, exposiciones sobre Palestina, proyecciones de películas y otras actividades organizadas por organismos gubernamentales y ONG, en cooperación con los Centros de Información de las Naciones Unidas.